# Comme un lundi
Pour plus de détails, voir Fiche technique et Distribution.
Comme un lundi (MONDAYS/このタイムループ、上司に気づかせないと終わらない, Mondays: Kono taimurūpu, jōshi ni kizukasenai to owaranai) est un film japonais réalisé par Ryō Takebayashi, sorti en 2022,,.

## Synopsis
Des collègues d'une agence de publicité découvrent qu'ils sont tous piégés dans une boucle temporelle. Ils essaient par tous les moyens d'en sortir.

## Fiche technique
Sauf indication contraire, les informations mentionnées dans cette section peuvent être confirmées par les bases de données cinématographiques IMDb et Allociné,  présentes dans la section « Liens externes ».
- Titre original : MONDAYS/このタイムループ、上司に気づかせないと終わらない (Mondays: Kono taimurūpu, jōshi ni kizukasenai to owaranai?)
- Titre français : Comme un lundi
- Réalisation : Ryō Takebayashi
- Scénario : Saeri Natsuo, Ryō Takebayashi
- Musique : Takao Ōgi
- Décors :
- Costumes :
- Photographie : Tatsuyuki Kōzen
- Montage : Jo Kobayashi, Ryō Takebayashi
- Production : Daisuke Noro
- Production déléguée :
- Société de production :
- Société de distribution : Art House Films (France)
- Budget :
- Pays de production :  Japon
- Langue originale : japonais
- Format : couleur
- Genre : comédie
- Durée : 83 minutes
- Dates de sortie :
  - Japon : 14 octobre 2022 (sortie limitée) ; 28 octobre 2022 (sortie nationale)
  - France : 5 juin 2023 (Les Saisons Hanabi)[5] ; 8 mai 2024 (sortie nationale)

## Distribution
- Wan Marui (VF : Geneviève Doang) : Akemi Yoshikawa
- Yūgo Mikawa (VF : Arnaud Laurent) : Ken Murata
- Kōki Osamura (VF : Sébastien Boju) : Takuto Endō
- Kōtarō Yagi (VF : Christopher Lopez) : Sōtarō Moriyama
- Haruki Takano (VF : Lucas Williams) : Ichirō Taira
- Makita Sports (VF : Cyrille Artaux) : Shigeru Nagahisa
- Momoi Shimada (VF : Natacha Muller) : Seiko Kandagawa
- Ryō Ikeda (VF : Julien Sommer) : Yūdai Sakino
- Harumi Shuhama (VF : Caroline Victoria) : Takako Kimoto

 Source et légende : version française (VF) sur RS Doublage et carton cinématographique du doublage français.

## Sortie

### Accueil critique
En France, le site Allociné propose une moyenne de 3,2⁄5, d'après l'interprétation de 20 critiques de presse.

## Distinctions

### Récompense
- Vevey International Funny Film Festival 2023 : VIFFF d'or[8].

### Sélections
- Festival international du film de Pékin 2023.
- Festival international du film fantastique de Catalogne 2023 : Noves Visions[9].